# Wendelin Weingartner

Wendelin Weingartner (2007)

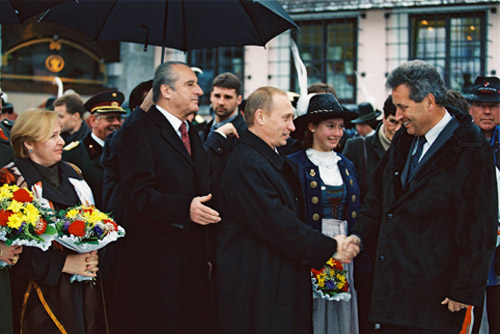
Weingartner mit Wladimir Putin und Thomas Klestil in Innsbruck, Februar 2001

Wendelin Weingartner (* 7. Februar 1937 in Innsbruck) ist ein ehemaliger österreichischer Politiker (ÖVP), der von 1993 bis 2002 Landeshauptmann von Tirol war.

## Leben
Wendelin Weingartner studierte Rechtswissenschaften an der Universität Innsbruck und schloss dieses Studium im Jahr 1961 ab. Seit 1957 ist er Mitglied der Studentenverbindung AV Raeto-Bavaria Innsbruck im ÖCV. 1963 arbeitete er bei der Tiroler Landesregierung, von 1964 bis 1966 war er beim Verwaltungsgerichtshof in Wien tätig. Anschließend kehrte er zur Tiroler Landesregierung zurück und wurde 1984 Vorstandsvorsitzender der Landes-Hypothekenbank.
Vom 16. März 1991 bis zum 1. Juli 2000 war er Obmann der Tiroler Volkspartei, vom 24. September 1993 bis zum 26. Oktober 2002 Landeshauptmann von Tirol. Während Weingartners Legislaturperiode von 1999 verlor die ÖVP erstmals in ihrer Geschichte die absolute Mandatsmehrheit im Tiroler Landtag. 2002 zog sich Weingartner vorzeitig zugunsten seines Nachfolgers Herwig van Staa in den Ruhestand zurück.
In jüngerer Zeit trat Weingartner häufig bei patriotisch getönten Veranstaltungen der Südtiroler Schützen auf und forderte wiederholt die Selbstbestimmung Südtirols und dessen Loslösung von Italien.

## Auszeichnungen (Auszug)
- Großes Silbernes Ehrenzeichen am Bande für Verdienste um die Republik Österreich (1999)[3]
- Ehrensenator der Universität Innsbruck (1999)
- Ring des Landes Tirol (2010)
- Ehrenbürger von Innsbruck (2011)
- Großer Verdienstorden des Landes Südtirol (2013)